# Salvins mesbekpauwies
De Salvins mesbekpauwies (Mitu salvini) is een vogel uit de familie sjakohoenders en hokko's (Cracidae). De wetenschappelijke naam van de soort is voor het eerst geldig gepubliceerd in 1879 door Reinhardt. De naam is een eerbetoon aan de Britse zoöloog Osbert Salvin.

## Voorkomen
De soort komt voor in het westen van het Amazoneregenwoud.

## Beschermingsstatus
Op de Rode Lijst van de IUCN heeft de soort de status veilig.